# Lúcia Moniz
Ana Lúcia Moniz (Lisboa, 9 de septiembre de 1976) es una cantante y actriz portuguesa.

## Biografía
Su padre, Carlos Alberto Moniz es un famoso director de orquesta. 
De 1990 a 1991 estudió en la Academia de Música de Santa Cecilia. Una vez finalizados sus estudios, pasó a estudiar en la Eden Prairie High School en Minnesota (Estados Unidos de América).
Lúcia era una completa desconocida para el público portugués cuando participó en el Festival RTP da Canção, y lo ganó. Más tarde, conseguiría el sexto puesto en Festival de la Canción de Eurovisión 1996: la mejor posición alcanzada hasta ese momento por su país. Sin embargo, su canción, "O meu coração não tem cor" (Mi corazón no tiene color) no logró un gran éxito en Portugal.
Después de participar en el festival, desarrolló su faceta como actriz en teatro y en televisión, consiguiendo una gran popularidad. Incluso presentó el Festival RTP da Canção en 1998. 
En 1999, Lúcia publicó su primer álbum, Magnólia, que incluía canciones en inglés y portugués y certificó disco de oro a las pocas semanas de editarse. El año 2002 fue la consolidación de su carrera como cantante, publicando 67, compuesto de diez temas.
Pero, sin lugar a dudas, su salto a la escena internacional fue en 2003 al participar en la película Love Actually junto a actores tales como Colin Firth, Alan Rickman y Hugh Grant.
Publicó su tercer álbum en 2005 bajo el nombre de Leva-me p'ra casa 
(Llévame a casa).
En marzo de 2011, ganó el premio al Mejor diseño de libros de cocina por su contribución al libro "Taberna 2780" otorgados por la Gourmand World Cookbook Awards, que distingue anualmente libros de gastronomía de todo el mundo. El libro fue realizado en conjunto con Bernardo Mendonça, Tiago Carvalho y Nuno Barros, en la que Moniz, fue responsable de la edición artística.
En junio de 2011, lanzó el álbum Fio de Luz, cuyo sencillo principal se titula "Play a sound to me".
The Right Juice, es el primer largometraje en inglés producido en Algarve, se filmó entre marzo y mayo de 2012 y cuenta con la participación de Lucia Moniz, Miguel Damião, Mark Killeen, Beau McClellan y Ellie Chidzey.
Desde 2013 hasta 2016, actuó en la serie diaria Bem-Vindos a Beirais emitido a través de RTP 1 donde le da vida a la personaje Susana Fontes. En 2015 trabaja en la telenovela Coração D'Ouro.
En 2015 se lanzó el álbum Calendário, que reúne a Tozé Santos, Luís Portugal y Lúcia Moniz, un álbum con fines solidarios, ya que los ingresos totales se destinan a la Liga portuguesa contra el cáncer.
Moniz interpretó el papel que había realizado en Love Actually, esta vez para Red Nose Day Actually, una secuela de cortometraje que se transmitió por la televisión británica en marzo de 2017.

## Discografía
Álbumes
- 1999 - Magnólia (EMI)
- 2002 - 67 (EMI)
- 2005 - Leva-me pra casa (EMI)
- 2011 - Fio de Luz (Farol Música)
- 2015 - Calendário (Vidisco) - Tozé Santos, Luís Portugal, Lúcia Moniz

## Filmografía

### Televisión
- 1981 - Sabadabadu - RTP
- 1985 - Zarabadim - RTP
- 1997 - A Grande Aposta (RTP) - Bárbara / Susana
- 1997 / 1998 - Terra Mãe (RTP) - Ana
- 2000 - Todo o Tempo do Mundo (TVI) - Ana Carlota
- 2000 - Ajuste de Contas (RTP) - Joana
- 2000 - Alves dos Reis (RTP) - Henriqueta
- 2003 - Saber Amar (TVI) - Lúcia Vidal
- 2005 - 29 Golpes (RTP) - Vera
- 2006 - Aqui Não Há Quem Viva (SIC) - Rute
- 2006 - Triângulo Jota (RTP) - Profesora
- 2006 / 2007 - Vingança (SIC) - Laura Ramalho
- 2008 - Casos da Vida, Episodios Vida Desfeita (como Joana de Sá) y A Cor dos Dias (como Mónica) (TVI)
- 2008 - Voluntário (RTP2) - presentadora
- 2008 / 2009 - Olhos nos Olhos (TVI) - Cristina Ferreira
- 2010 - Tempo Final Episodio "Vida Dupla" (RTP1) - Isabel
- 2010 - Living In Your Car (HBO) - Carol
- 2010/2011 - Maternidade (RTP1) - I e II - Madalena Pires
- 2011 - Fora da Box - Musical de Natal
- 2012 - O que as Mulheres Querem (película para TV) - Inês
- 2012 - Incógnito (película para TV) - Lúcia
- 2013 - Dancin' Days (SIC) - Paula
- 2013 / 2016 - Bem-Vindos a Beirais (RTP1) - Susana Fontes
- 2015 / 2016 - Coração D'Ouro (SIC) - Joana Amaral
- 2017 - Red Nose Day Actually (BBC) - Aurelia
- 2017 / 2018 - Espelho d'Água (SIC) - Carmo Goulart (Coprotagonista)
- 2019 - Solteira e Boa Rapariga (RTP) - Carla Maria
- 2023 - marea negra RTP - como carmo guterres
- 2025 -Lume (serie)- Maca

### Cine
- 2003 - Love Actually - Aurelia
- 2005 - História de Papel (cortometraje)
- 2007 - A Escritora Italiana - Giulia
- 2009 - Second Life - Sara
- 2009 - Encontro (cortometraje) - Maria
- 2010 - Um Beijo na Testa (cortometraje) - Margarida
- 2013 - Break (cortometraje) - Julia
- 2014 - The Right Juice - Nesta
- 2014 - O Que Houver De Ti Vou Procurar (cortometraje)
- 2015 - Descansa em Paz (cortometraje) - Lúcia
- 2016 - Refrigerantes e Canções de Amor - Carla
- 2018 - Soldado Milhões - Teresa
- 2018 - Thirty Minutes (cortometraje) - Lucy
- 2020 - Fátima - María Rosa
- 2022  - ** Silent cargo

### Teatro
- 1998 - Leonardo, Leo, Babette e os Anjos
- 2005 - ABC da Mulher
- 2007 - Música no Coração
- 2008/2009 - West Side Story
- 2010 - Um Eléctrico Chamado Desejo
- 2013 - Conversas Depois de um Enterro
- 2016 - Quase Normal
- 2016 - Alice no Jardim das Maravilhas
- 2019 - As Aventuras de João Sem Medo (puesta en escena con Paulo Quedas)

### Doblaje
- 1997: Anastasia - DON BLUTH y GARY GOLDMAN, Twentieth Century Fox Animatio (Canciones)
- 1998: El príncipe de Egipto - BRENDA CHAPMAN, STEVE HICKNER y SIMON WELLS, Dreamworks (Canciones)
- 1998: Pocahontas II - BRADLEY RAYMOND y TOM ELLERY, Disney (Canciones)
- 1998: El rey león 2 - DARREL ROONEY y ROB LADUCA, Disney (Canciones)
- 2005: El sueño de una noche de San Juan - ÁNGEL DE LA CRUZ y MANOLO GÓMEZ, Dygra Films S.L. (VOZ)
- 2009: Tinker Bell and the Lost Treasure - Klay Hall, DISNEY (Canciones)
- 2010: Nanny McPhee and the Big Bang - Universal Pictures, On Air (VOZ)

## Libros
- 2009 - Taberna 2780
- 2013 - Vou Tentar Falar Sem Dizer Nada